# Multiplum

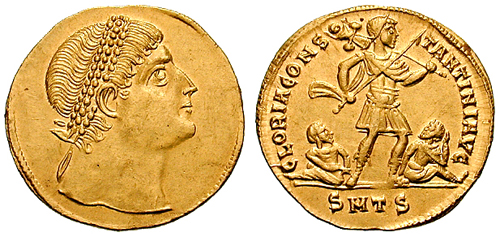
Goldmultiplum (Gewicht 6,83 g) von Kaiser Konstantin I

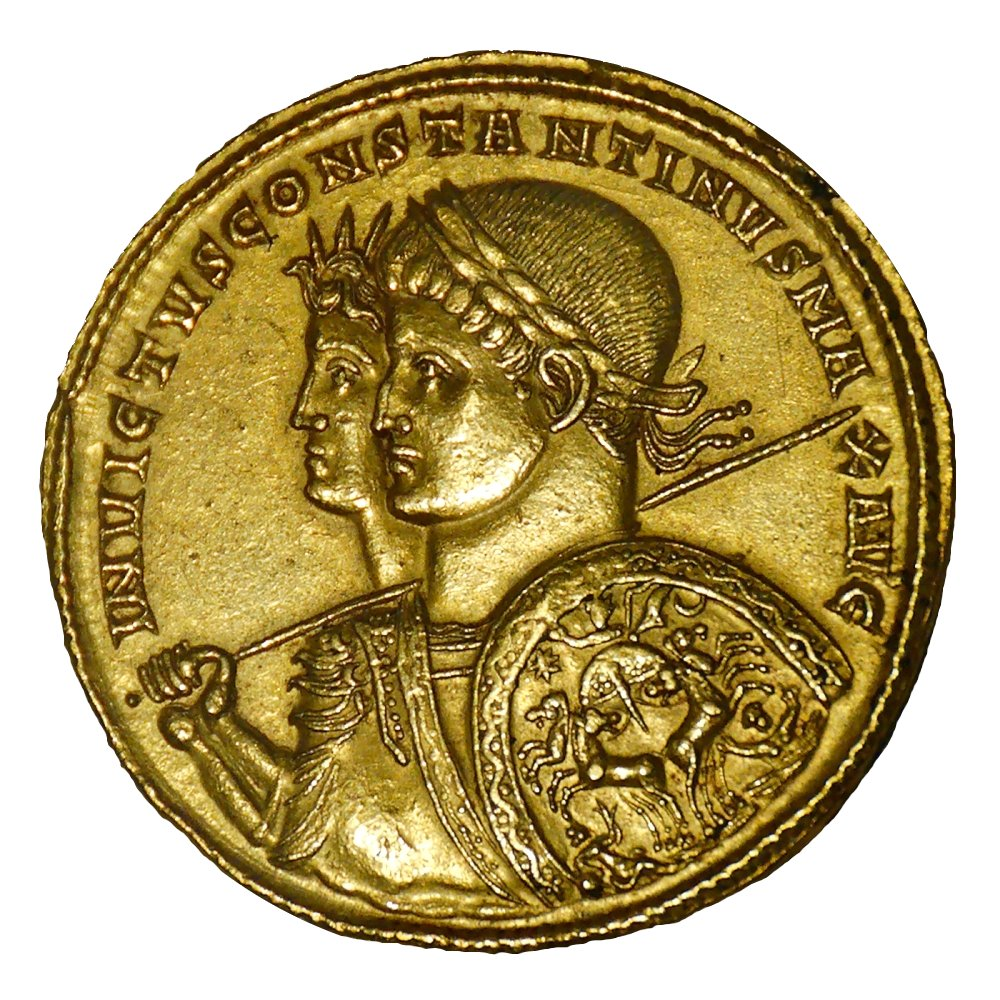
Goldmultiplum (Gewicht 39,79 g) auf Konstantin I

Multiplum (pl. „Multipla“) ist eine heutige Bezeichnung für irreguläre Mehrfachstücke gängiger Münznominale der Römischen Kaiserzeit.
Multipla wurden seit der Regierungszeit des Augustus als Geschenk (Donativum) an besondere Würdenträger, seit der Herrschaft des Gallienus auch als Sold an Offiziere und vom Ende des vierten Jahrhunderts an auch zur Tributzahlung an germanische Völker geprägt.
Kamen vom ersten bis zum dritten Jahrhundert Goldmultipla meist mit einem Gewicht von 2, 4 oder 8 (seltener 5, 6, oder 10) Aurei vor, so wurden nach der Konstantinischen Münzreform in der Regel Stücke im Wert von 3, 4½, 9, 12, 18, 36 oder 72  Solidi (327,5 Gramm Gold) hergestellt.
Die größten der selteneren Silbermultipla hatten zunächst meist einen Wert von 8 Denaren und später von bis zu 48 Siliquae (100 Gramm Silber).
Großmünzen aus unedlen Metallen dienten zeremoniellen Zwecken oder als Geschenke für einfache Bürger.
Auch die braunschweigischen Löser (bis zum 16fachen Taler) werden als Multipla bezeichnet.